# 中瓦ケ町
- 中瓦ヶ町

中瓦ケ町（なかかわらけちょう）は、江戸期から現在にかけての青森県弘前市の地名。郵便番号は036-8015。2017年6月1日現在の人口は7人、世帯数は4世帯。

## 地理
弘前城の東南部に位置し、町域の北部から北東部にかけて北瓦ケ町、東部から東南部にかけて上瓦ケ町、南部から西部にかけて南瓦ケ町、西北部は坂本町に接する。

## 歴史
- 1901年（明治34年） - 弘前女学校（弘前学院聖愛高校）が元大工町から坂本町へ移転し、中瓦ケ町の西側までを校地とする。
- 1950年（昭和25年） - 中瓦ケ町側を弘前学院短期大学用地とした。大部分が東北女子短期大学の用地になる。
- 1970年（昭和45年） - 弘前学院短期大学が稔町に移転。
- 1974年（昭和49年） - 弘前学院聖愛高校が原ケ平に移転。高校と短大の跡地が駐車場になったため、当地は住民のほとんどいない町となった。現在も民家はほとんど見られず、東北女子短大の敷地と駐車場が当地を占める。

### 沿革
- 慶安2年 - 弘前古御絵図では町割りはされていないが、近辺に瓦屋が2軒あり、周囲の上・南・北瓦ケ町に対すると考えられる。
- 江戸期 - 弘前城下の一町。
- 1889年（明治22年） - 弘前市に所属。

### 地名の由来
付近に瓦屋があったことから。

## 施設

### 商業
- 弘前典礼会館

## 小・中学校の学区
市立小・中学校に通う場合、学区は以下の通りとなる。
| 大字     | 番地 | 小学校             | 中学校             |
| -------- | ---- | ------------------ | ------------------ |
| 中瓦ケ町 | 全域 | 弘前市立大成小学校 | 弘前市立第三中学校 |

## 交通
- 弘南バス
  - 南瓦ヶ町（ためのぶ号 津軽藩ねぷた村経由 - りんご公園線）停留所。
    - 最寄だが、夏季（4月 - 11月）のみの運行で、4往復のみの運行である。

  - 中土手町（土手町循環100円バス、他）停留所。
    - 若干離れるが、本数は多い。